# Trường âm nhạc Yale
Trường Âm nhạc Yale (thường được viết tắt là YSM) là một trong 12 trường chuyên nghiệp trực thuộc Đại học Yale. Ngôi trường này cung cấp ba bằng cấp sau đại học: Thạc sĩ Âm nhạc (MM), Thạc sĩ Nghệ thuật Âm nhạc (MMA) và Tiến sĩ Nghệ thuật Âm nhạc (DMA), cũng như chương trình cử nhân nghệ thuật — thạc sĩ âm nhạc liên thông với Đại học Yale, chứng chỉ Biểu diễn và văn bằng nghệ sĩ.
Yale là trường Ivy League duy nhất có trường dạy âm nhạc riêng biệt. Đây được coi là một trong những trường âm nhạc tốt và uy tín nhất trên thế giới với tỷ lệ đầu vào là 6-8%. Ngôi trường này có khoảng 200 sinh viên.

## Các tòa nhà
- Nhà tưởng niệm Albert Arnold Sprague (1917), được cải tạo vào năm 2003.
- Abby and Mitch Leigh Hall (1930), phong cách Gothic, được cải tạo vào năm 2006.
- Hendrie Hall (1895), được cải tạo vào năm 2017. [6]
- Trung tâm Nghệ thuật Âm nhạc Adams (2017). Khu phức hợp Trung tâm Adams bao gồm Hendrie Hall, Leigh Hall và không gian mới kết nối hai khu này. [7]
- Woolsey Hall (1901), được sử dụng cho các buổi biểu diễn của dàn nhạc (Dàn nhạc giao hưởng Yale) và độc tấu đàn organ (trên Newberry Memorial Organ).
- Bộ sưu tập Nhạc cụ của Đại học Yale (1895), phong cách Romanesque.